# 龙坪镇 (罗甸县)
龙坪镇，是中华人民共和国贵州省黔南布依族苗族自治州罗甸县下辖的一个乡镇级行政单位。
2014年2月14日，贵州省人民政府批复同意罗甸县行政区划调整，新设置的龙坪镇辖原龙坪镇、云干乡、板庚乡、八总乡，镇人民政府驻城东社区。
2015年1月16日，贵州省人民政府批复同意龙坪镇行政区划调整，从龙坪镇析置斛兴街道，析置后的龙坪镇辖新莲村、老城村、马草村、五星村、八一村、顶访村、交谷村、金星村、六一村、七一村、新艾村、兴未村、交广村、八总村、下儒村、里矮村、云盘村、道角村、干里村、大关村、八木村、罗化村、大坪村、坪寨村、板庚村、旧寨村、里免村，龙坪镇人民政府驻新莲村。

## 行政区划
龙坪镇下辖以下地区：
马草村、老城村、莲花村、新苑村、五星村、林霞村、新民村、交谷村、金星村、六一村、七一村、八一村、八二村、新艾村、兴未村、卡祥村、顶访村、沙井村、板庚村、红岩村、兴卫村、五星村、旧寨村、泽汉村、里免村、纳田村、大坪村、林园村、坪寨村、对门村、保上村、兴龙村、幸福村、八木村、云盘村、道角村、中交村、中心村、干里村、大关村、打拥村、永进村、八总村、里厦村、交友村、里矮村、交广村、播也村、另桃村、上儒村、下儒村和平初村。